# Kevin Michael Richardson

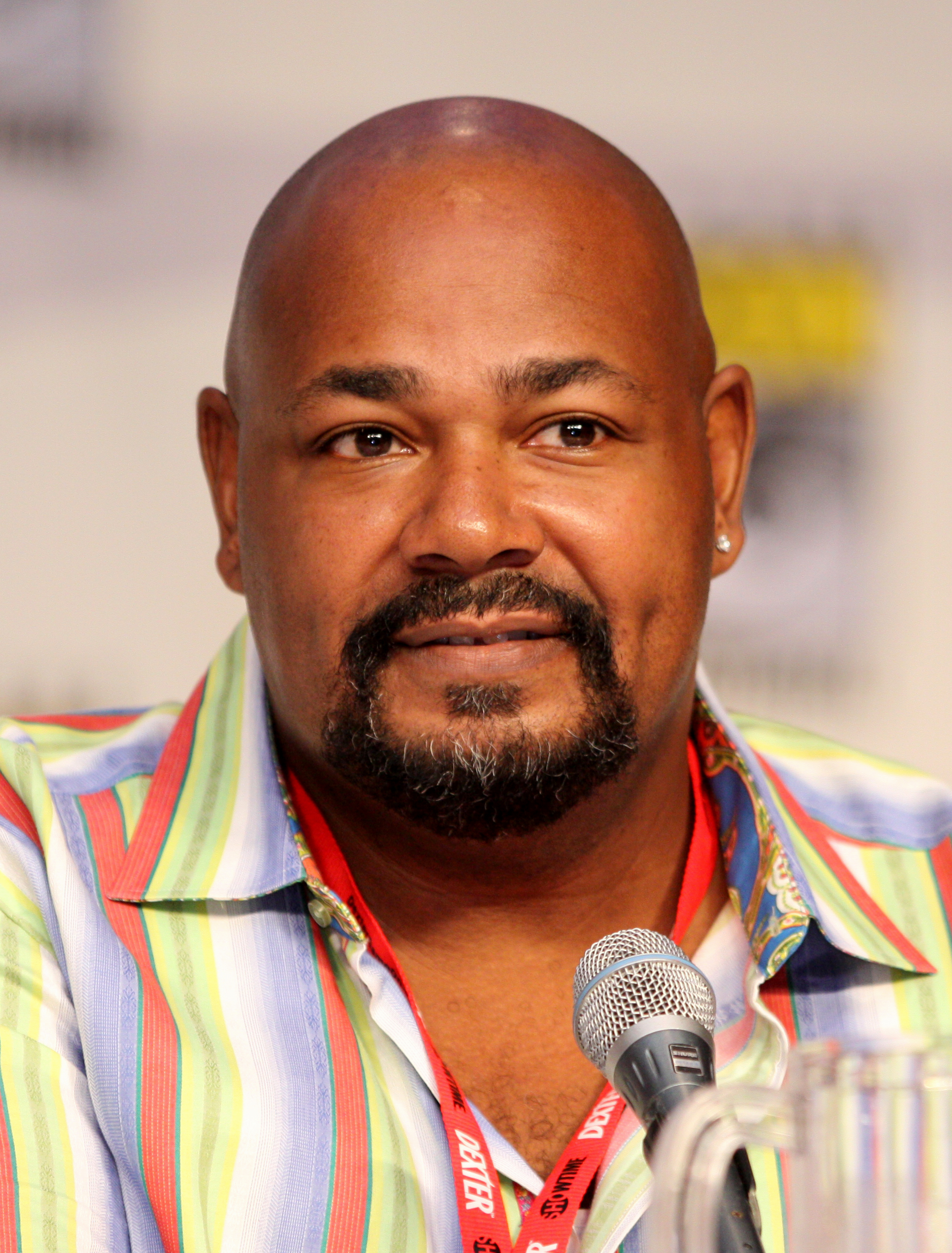
Kevin Michael Richardson in 2010

Kevin Michael Richardson (The Bronx (New York), 25 oktober 1964) is een Amerikaans acteur en stemacteur.

## Biografie
Richardson werd geboren in de borough The Bronx van New York als jongste in een gezin van vijf kinderen. hij heeft met een beurs gestudeerd aan de Universiteit van Syracuse in Syracuse (New York). Richardson heeft in meer dan 580 films, televisieseries en videospellen gespeeld (vooral als stemacteur).
Richardson is vanaf 2006 getrouwd en heeft hieruit twee kinderen. 

## Filmografie

### Films
Selectie:
- 2024 LEGO Star Wars: Rebuild the Galaxy - als Farmer Scala en Jedi Jabba the Hutt (stem)
- 2023 The Super Mario Bros. Movie - als Kamek (stem)
- 2022 LEGO Star Wars Summer Vacation - als Jabba the Hutt (stem)
- 2022 Minions: The Rise of Gru - als Handlanger #2 (stem)
- 2015 The SpongeBob Movie: Sponge Out of Water - als Seagull (stem)
- 2014 Planes: Fire & Rescue - als Ryker (stem)
- 2013 Star Trek: Into Darkness – als overige stemmen
- 2011 Phineas and Ferb the Movie: Across the 2nd Dimension – als Normbots (stem)
- 2009 The Princess and the Frog – als Ian the Gator (stem)
- 2009 Transformers: Revenge of the Fallen – als Skipjack / Rampage (stemmen)
- 2008 Open Season 2 – als stem
- 2008 The Little Mermaid: Ariel's Beginning – als Cheeks / Ray Ray (stemmen)
- 2008 The Clone Wars – als Jabba the Hutt (stem)
- 2007 TMNT – als generaal Aguila (stem)
- 2006 Happily N'Ever After – als stem
- 2006 Casper's Spookschool – als Kibosh (stem)
- 2006 Leroy & Stitch – als kapitein Gantu (stem)
- 2006 Clerks II – als agent
- 2005 Hoodwinked! – als P-Biggie (stem)
- 2005 The Proud Family Movie – als diverse stemmen
- 2005 Kim Possible: So the Drama – als Sumo Ninja / dr. Gooberman (stemmen)
- 2004 Mulan II – als stem
- 2003 The Matrix Revolutions – als Deus Ex Machina (stem)
- 2003 Stitch! The Movie – als kapitein Gantu (stem)
- 2003 George of the Jungle 2 – als mopperende aap (stem)
- 2002 The Wild Thornberrys Movie – als Shaman Mnyambo (stem)
- 2002 Tarzan & Jane – als Merkus (stem)
- 2002 Lilo & Stitch – als kapitein Gantu (stem)
- 1998 BASEketball – als basketbalspeler
- 1996 Bound – als politieagent
- 1995 Mortal Kombat – als Goro (stem)
- 1993 Fatal Instinct – als Bailiff

### Televisieseries
Selectie, meer dan 10 afleveringen:
- 2021-2025 Invincible - als diverse stemmen - 14 afl.
- 2024-2025 Ariel - als diverse stemmen - 13 afl.
- 2024 Adventures in Wonder Park - als Gus (stem) - 11 afl.
- 2005-2024 American Dad! – als diverse stemmen – 114 afl.
- 2009-2024 The Simpsons – als diverse stemmen – 126 afl.
- 2014-2024 Blaze and the Monster Machines - als Crusher / Crusher, Gus / Gus (stemmen) - 147 afl.
- 1999-2024 Family Guy – diverse stemmen - 112 afl.
- 2023-2024 Mulligan - als TOD-209 / Vance Berry (stemmen) - 19 afl.
- 2024 Grimsburg - als Greg Summers (stem) - 13 afl.
- 2020-2022 Trolls: TrollsTopia - als diverse stemmen - 22 afl.
- 2017-2022 Puppy Dog Pals - als diverse stemmen - 27 afl.
- 2010-2022 Young Justice - als diverse stemmen - 35 afl.
- 2015-2021 F Is for Family - als diverse stemmen - 33 afl.
- 2013-2021 Teen Titans Go! - als diverse stemmen - 21 afl.
- 2016-2020 Apple & Onion - als diverse stemmen - 25 afl.
- 2018-2020 The Boss Baby: Back in Business - als Jimbo / mr. Buskie (stem) - 18 afl.
- 2019-2020 The Rocketeer - als burgemeester Primshell (stem) - 12 afl.
- 2019-2020 Archibald's Next Big Thing - als diverse stemmen - 11 afl.
- 2018-2019 Trolls: The Beat Goes On! - als diverse stemmen - 52 afl.
- 2015-2019 Niko and the Sword of Light - als diverse stemmen - 12 afl.
- 2015-2019 Guardians of the Galaxy - als Groot / Heimdall / diverse stemmen - 77 afl.
- 2016-2019 Star vs. the Forces of Evil - als diverse stemmen - 22 afl.
- 2016-2018 DC Super Hero Girls - als Trigon / Mrs. Clayface / King Shark (stemmen) - 11 afl.
- 2015-2018 The Adventures of Puss in Boots - als diverse stemmen - 15 afl.
- 2018 Legend of the Three Caballeros - als Lord Felldrake Sheldgoose (stem) - 12 afl.
- 2018 The Boss Baby: Back in Business - als Jimbo / mr. Buskie (stem) - 13 afl.
- 2014-2017 Sheriff Callie's Wild West - als diverse stemmen - 32 afl.
- 2013-2017 Uncle Grandpa - als mr. Gus - 132 afl.
- 2012-2017 Teenage Mutant Ninja Turtles – als The Shredder (stem) – 62 afl.
- 2001-2017 The Fairly OddParents – als diverse stemmen – 23 afl.
- 2017 All Hail King Julien: Exiled - als diverse stemmen - 65 afl.
- 2014-2016 The 7D - als Happy / King Yo / Nat King Troll (stemmen) - 44 afl.
- 2012-2016 Gravity Falls – als Sheriff Blubs / diverse stemmen – 28 afl.
- 2012-2016 Ultimate Spider-Man - als Cain Marko / Juggernaut / Groot / Howard the Duck / diverse stemmen - 12 afl.
- 2016 Kulipari: An Army of Frogs - als Scorpion Warriors (stem) - 12 afl.
- 2008-2015 The Penguins of Madagascar – als Maurice / Bing / Pinky (stemmen) – 83 afl.
- 2012-2014 Randy Cunningham: Ninja op School - als Willem Viceroy III - 39 afl.
- 2013-2014 Monsters vs. Aliens - als diverse stemmen - 29 afl.
- 2011-2014 Kung Fu Panda: Legends of Awesomeness - als Temutai / Buffalo Soldier / Jing Mei - 11 afl.
- 2010-2013 Transformers: Prime – als Bulkhead / Vehicon Trooper (stemmen) – 55 afl.
- 2009-2013 The Cleveland Show – als Lester Krinklesac / Cleveland Brown jr. (stemmen) – 88 afl.
- 2011-2013 Green Lantern: The Animated Series – als Kilowog / Mogo (stemmen) – 25 afl.
- 2010-2013 Young Justice – als diverse stemmen – 20 afl.
- 2010-2013 Star Wars: The Clone Wars - Jabba the Hutt - 6 afl.
- 2011-2012 ThunderCats – als Panthro / Anet / Lizard (stemmen) – 21 afl.
- 2008-2011 Batman: The Brave and the Bold – als Black Manta / Bwana Beast / Lex Luthor – 15 afl.
- 2010-2011 G.I. Joe: Renegades – als Roadblock (stem) – 25 afl.
- 2005-2010 The Boondocks – als diverse stemmen – 16 afl.
- 2008-2009 The Spectacular Spider-Man – als L. Thompson Lincoln / Tombstone (stemmen) – 12 afl.
- 2008 The Cleaner – als Darnell McDowell – 13 afl.
- 2004-2008 The Batman – als The Joker (stem) – 20 afl.
- 2002-2008 Codename: Kids Next Door – als diverse stemmen – 13 afl.
- 1999-2008 The PJs – als mr. Hudson / Rasta Man (stemmen) – 40 afl.
- 2007 The Knights of Prosperity – als Rockefeller Butts – 13 afl.
- 2005-2007 Loonatics Unleashed – als Slam Tasmanian / Tech E. Coyote (stemmen) – 26 afl.
- 2004-2006 Super Robot Monkey Team Hyperforce Go! – als Antauri (stem) – 52 afl.
- 2003-2006 Lilo & Stitch: The Series – als kapitein Gantu / Cobra Bubbles (stemmen) – 26 afl.
- 2001-2005 The Proud Family – als Omar / dr. Payne (stemmen) – 19 afl.
- 2004-2005 Dave the Barbarian – als oom Oswidge (stem) – 21 afl.
- 2004-2005 Megas XLR – als Glorft Commandant (stem) – 11 afl.
- 2004 Higglytown Heroes – als oom Lemmo – 12 afl.
- 2004 Star Wars: Clone Wars - als K'Kruhk / Sha'a Gi - 1 afl.
- 2001-2004 Samurai Jack – als diverse stemmen – 18 afl.
- 2000-2004 Static Shock – als Robert Hawkins (stem) – 31 afl.
- 2003-2004 Like Family – als Ed Ward – 23 afl.
- 2000 Buzz Lightyear of Star Command – als Tremendor / Behemor / Varg (stemmen) – 14 afl.
- 1996-2000 Adventures from the Book of Virtues – als Plato (stem) – 39 afl.
- 1998-2000 Voltron: The Third Dimension – als Hunk / King Zarkon (stemmen) – 25 afl.
- 1996-1997 Homeboys in Outer Space – als Vashti – 21 afl.
- 1995-1997 The Mask: The Animated Series – als Mortimer Tilton (stem) – 16 afl.

### Computerspellen
Selectie:
- 2022 Lego Star Wars: The Skywalker Saga - Jabba the Hutt
- 2015 Skylanders: SuperChargers - als Stump Smash / Tree Rex
- 2015 King's Quest - als Chester Hobblepot
- 2015 Disney Infinity - als Groot / Jabba the Hutt
- 2014 Skylanders: Trap Team - als Stump Smash / Tree Rex / Barkley
- 2012 Skylanders: Giants – als Tree Rex / Stump Smash
- 2011 Star Wars: The Old Republic – als Jace Malcolm
- 2011 Skylanders: Spyro's Adventure – als Stump Smash
- 2006 Avatar: The Last Airbender – als stem
- 2006 The Legend of Spyro: A New Beginning – als Terrador
- 2006 Family Guy Video Game! – als Doug the Pimple
- 2005 Kingdom Hearts II – als Sebastian
- 2004 Halo 2 – als Tartarus
- 2003 Soulcalibur II – als Heihachi Mishima / Spawn
- 2003 Star Wars: Knights of the Old Republic – als Jolee Bindo
- 2003 Viewtiful Joe – als Hulk Davidson
- 2003 Enter the Matrix - als Thaddeus
- 2002 Ratchet & Clank – als Ultimate Supreme Executive Drek
- 2002 Kingdom Hearts – als Sebastian
- 1998 Baldur's Gate – als Sarevok

- Library of Congress Control Number: no2003024975
- MusicBrainz: df21cac0-8704-422b-8c25-a0f53f1a565a
- Virtual International Authority File: 305035291